# ダビド・ピサーロ
ダビド・マルセロ・ピサーロ・コルテス（David Marcelo Pizarro Cortés, 1979年9月11日 - ）は、チリ・バルパライソ出身の元サッカー選手。元チリ代表。ポジションはミッドフィールダー。

## 経歴
チリのCDサンティアゴ・ワンダラーズのユースチームでキャリアをスタートさせ、1997年にトップチームに昇格した。1999年、イタリアのウディネーゼ・カルチョに移籍し、2001年にチリのウニベルシダ・デ・チレにレンタル移籍した。
2005年7月14日、インテル・ミラノに4年契約で移籍した。インテルではフアン・セバスティアン・ベロンのバックアッパーとして活躍したが、出場機会を求め2006年8月14日、ASローマに移籍する。ウディネーゼ・カルチョ時代の監督、ルチアーノ・スパレッティがローマで監督を勤めていたということも移籍の理由である。
2012年1月、マンチェスター・シティFCに半年間のレンタル移籍。シーズン終了と共にレンタルバックで一時ローマに戻るが、同年8月9日にかつてのチームメイトであるヴィンチェンツォ・モンテッラが指揮するACFフィオレンティーナに移籍することが発表された。
2015年7月22日、サンティアゴ・ワンダラーズへ17年振りに復帰した。負傷により出場機会は限られ、翌年7月27日に退団が発表された。
半年間のフリー期間を経て、2017年1月30日にウニベルシダ・デ・チレへ復帰。同年12月11日には、2018年シーズンいっぱいまで契約を延長した。
2018年11月に現役の引退を発表し、同年12月2日の試合がラストマッチとなった。

## 代表歴
チリ代表として、コパ・アメリカ1999、2000年にシドニーオリンピックに出場し、銅メダルを獲得した。

## タイトル

### クラブ
インテル
- セリエA : 2005-06
- コッパ・イタリア : 2005-06
- スーペルコッパ・イタリアーナ : 2005

ローマ
- スーペルコッパ・イタリアーナ : 2007
- コッパ・イタリア : 2006-07, 2007-08

ウニベルシダ・チレ
- カンペオナート・ナシオナル : 2016-17クラウスーラ

### 代表
チリ
- コパ・アメリカ : 2015